# Richtfeuerlinie Berne
Die Richtfeuerlinie Berne ist ein Richtfeuer auf der Unterweser. Sie kennzeichnet weseraufwärts das Fahrwasser zwischen den Flusskilometern 29 und 26.
Die beiden Türme bestehen jeweils aus einem mit Spundwänden eingefassten Sockel, einem roten Stahlrohr mit weißem Band und einer roten Laterne mit umlaufendem Balkon und Spitzkuppel. Der 14 m hohe Turm des Unterfeuers steht direkt am Ufer der Unterweser und trägt gleichzeitig das Unterfeuer der Richtfeuerlinie Juliusplate. Das 22 m hohe Oberfeuer steht 220 m entfernt in der Zufahrt zum Warflether Arm, einem Altarm der Unterweser.
Die beiden Leuchtfeuer wurden im Oktober 1983 in Betrieb genommen. Sie bilden eine Richtfeuerlinie von 147,9° und zeigen ein synchrones weißes unterbrochenes Feuer mit einer Wiederkehr von sechs Sekunden (Oc.W.6s).